# Trialeurodes variabilis
Trialeurodes variabilis là một loài côn trùng cánh nửa trong họ Aleyrodidae, phân họ Aleyrodinae.
Trialeurodes variabilis được Quaintance miêu tả khoa học đầu tiên năm 1900.